# 岡本栄一 (福祉学者)
岡本 栄一（おかもと えいいち、1931年7月22日 - ）は、日本の社会福祉学者。
兵庫県佐用郡生まれ。1955年同志社大学文学部社会学科社会福祉学専攻卒、同大学院文学研究科修士課程中退。児童福祉施設、ボランティア活動推進機関などの福祉現場で働く。1990年聖カタリナ女子大学教授、西南女学院大学保健福祉学部教授、流通科学大学サービス産業学部教授。大阪ボランティア協会理事長・九州保健福祉大学大学院（通信制）教授を経て、現在、大阪ボランティア協会 顧問。

## 著書
- 『入門・ボランティア活動 管理社会への挑戦』大阪ボランティア協会 1981 ボランティア・テキストシリーズ
- 『逃げた"ヨナ" ボランティア活動の周辺』大阪ボランティア協会 1991

### 共編著
- 『ボランティア＝参加する福祉』ミネルヴァ書房 1981
- 『現代の保育学 3 入門児童福祉』井垣章二共編 ミネルヴァ書房 1982
- 『地域福祉講座 4 ボランティア活動の実践』右田紀久恵共編 中央法規出版 1986
- 『現代の保育学 1　入門社会福祉』第2版 大塚達雄, 井垣章二共編 ミネルヴァ書房 1987
- 『社会福祉原論』小田兼三、岡本民夫、高田真治共編著 ミネルヴァ書房 Minerva社会福祉基本図書 1990
- 『福祉実習ハンドブック』竹内一夫、山本圭介、小池将文共編 中央法規出版 1993
- 『誰もが安心して生きられる地域福祉システムを創造する 共生と優しさの社会』保坂恵美子、保田井進共編著 ミネルヴァ書房 Minerva福祉ライブラリー 1995
- 『北九州市発21世紀の地域づくり 参加型福祉社会の創造』山崎克明共編著 中央法規出版 2001
- 『社会福祉原論』李仁之共編著 建帛社 2002
- 『社会福祉論 2』守本友美共編著 建帛社 福祉事務管理シリーズ　2002
- 『社会福祉への招待』澤田清方共編著 ミネルヴァ書房 Minerva福祉ライブラリー 2003
- 『社会福祉論 1』和田謙一郎共編著 建帛社 福祉事務管理シリーズ　2003
- 『学生のためのボランティア論』菅井直也,妻鹿ふみ子共編 大阪ボランティア協会出版部 2006
- 『岡村理論の継承と展開 第2巻 自発的社会福祉と地域福祉』牧里毎治,高森敬久共編著 ミネルヴァ書房 2012
- 『日本ボランティア・NPO・市民活動年表』大阪ボランティア協会ボランタリズム研究所監修 石田易司,牧口明共編著 明石書店 2014

## 参考
- 『現代日本人名録』2002年